# کوکی شکری
کوکی شکری یا بیسکویت شکری، نوعی کلوچه است که مواد اصلی آن شکر، آرد، کره، تخم مرغ، وانیل و بیکینگ پودر یا جوش شیرین است. کوکی‌های شکری ممکن است با دست درست شوند، به صورت گرد فرم بگیرند یا با کاتر برش داده شوند.

## نام
نام این کوکی از مردم نازاره، پنسیلوانیا که از آلمان آمده بودند، گرفته شده است. این کوکی بعداً در کشورهای دیگر نام‌های دیگری به خود گرفت. در انگلستان به آنها بیسکویت شکری می‌گفتند.

## تاریخچه
این مدل کوکی اولین شکل شیرینی‌های شکری هستند. این کوکی‌ها خیلی خشک بودند و خوردن آن‌ها خیلی لذت بخش نبود. با این حال مردم از آن‌ها برای تزییناتکریسمس استفاده می‌کردند. مردم این کلوچه‌های شکری را به اشکال مختلف بریده و به درخت کریسمس خود آویزان می‌کردند.
دستور العمل‌های منتشر شده برای شیرینی شکری در دهه ۱۸۰۰ به وجود آمد. برخی از این تغییرات اولیه شامل خامه ترش یا مقادیر زیادی شیر، به جای مواد استاندارد کنونی بود. در سال ۱۸۸۵، دستور العملی برای شیرینی‌های شکری منتشر شد که مواد لبنی مایع را حذف می‌کرد و دارای نسبت یک فنجان شکر به نصف فنجان کره بود.

در اواخر دهه ۱۹۵۰، کمپانی پیلزبوری شروع به فروش خمیر کوکی شکری از پیش تهیه شده در فروشگاه‌های مواد غذایی ایالات متحده کرد.

انواع مختلفی از کوکی شکری
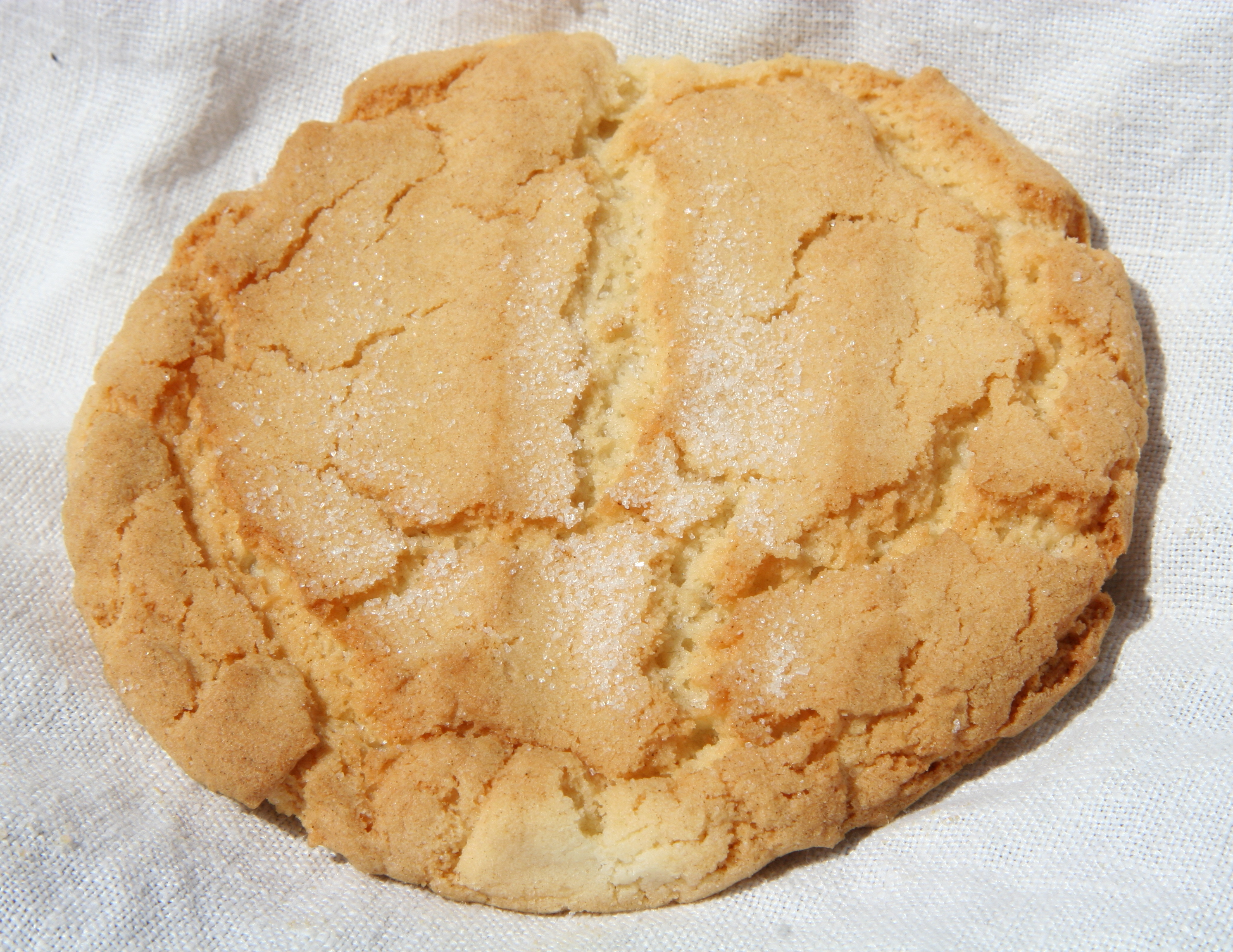
کوکی شکری قطره ای
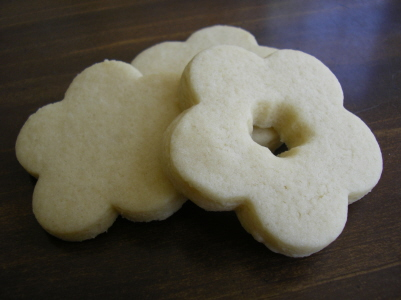
کوکی شکری بدون تزئین، به شکل گل برش داده می‌شوند
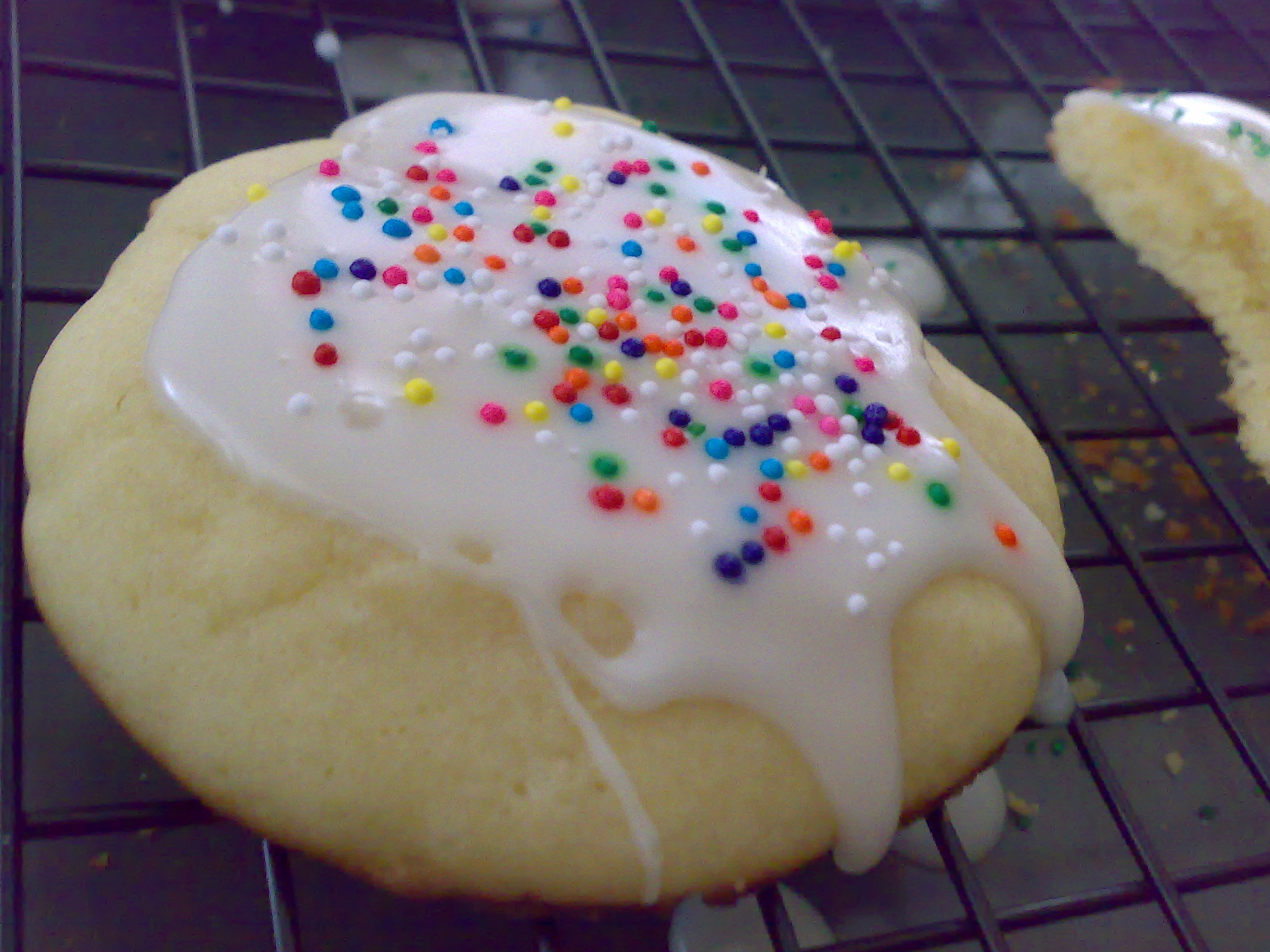
کوکی شکری ساده با گلیز و اسپرینکل
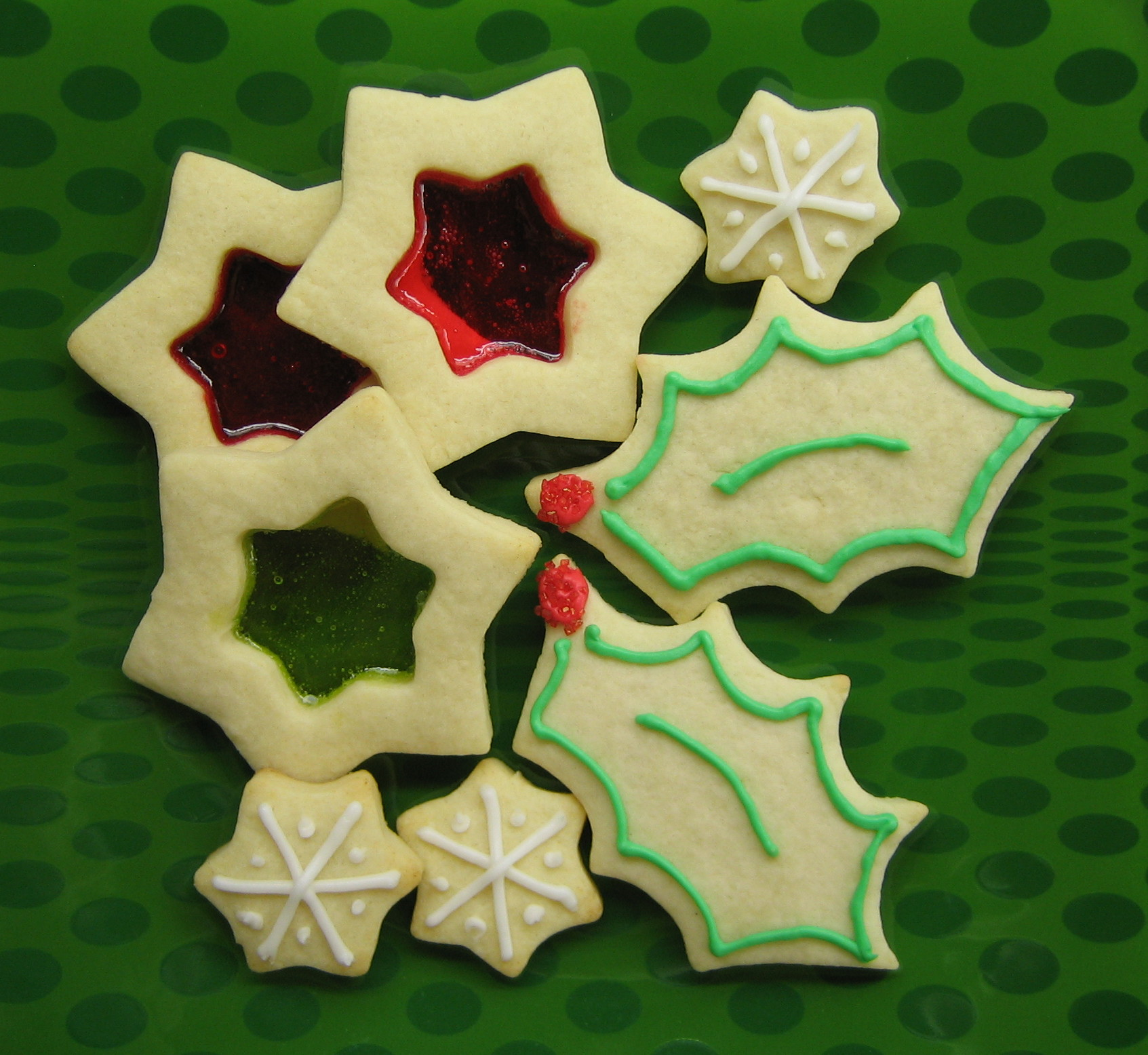
ستاره‌های شش پر با آب نبات پر شده‌اند. بقیه با فراستینگ تزئین شده‌اند.
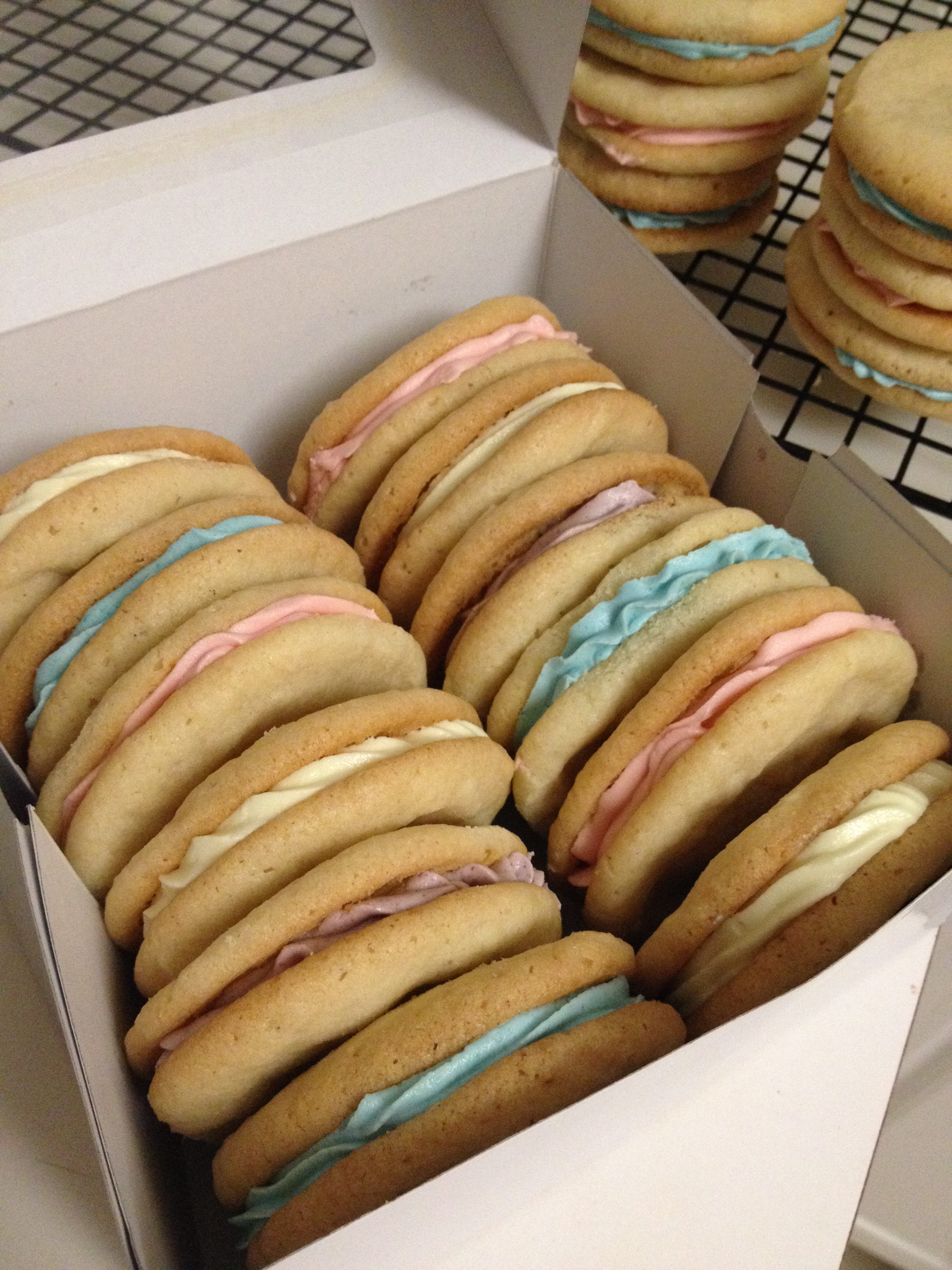
کوکی‌های ساندویچی که با کلوچه‌های شکری و باترکریم درست می‌شوند